# Cassie Chadwick
Cassie Chadwick, psedonym för Elizabeth Bigley, född 1857, död 1907, var en kanadensisk svindlare. Mellan 1882 och 1906 svindlade hon ett antal amerikanska banker på miljoner dollar genom att framställa sig som illegitim dotter och arvtagare till den skots-amerikanska industrialisten Andrew Carnegie. Hennes brottsliga karriär ägde rum under den så kallade Gilded Age, under en tid när amerikanska kvinnor normalt inte godkändes av bankerna som låntagare, och har kallats för en av de största bedragarna i USA:s historia.